# فیروزی (نام خانوادگی)
فیروزی از نام‌های خانوادگی در ایران است. بعضی افراد با این نام خانوادگی در زیر فهرست شده‌اند:
- محمد فیروزی
- صمدالله فیروزی
- علی فیروزی